# Записки історично-філологічного відділу ВУАН
Записки історично-філологічного відділу ВУАН — неперіодичні наукові збірки Історично-філологічного відділу ВУАН (до 1921 — УАН), які видавалися в Києві упродовж 1919–31 за редакцією П.Зайцева, А.Кримського, М.Грушевського та О.Грушевського. В «ЗІФВ» вміщувалися розвідки та матеріали з усіх періодів історії України, історії суспільно-політичної думки, етнографії, фольклористики, мистецтва, мовознавства, а також наукова хроніка, огляди, рецензії, бібліо- та біографічні матеріали українських учених: А.Кримського, М.Петрова, Д.Багалія, С.Смаль-Стоцького, Є.Тимченка, В.Данилевича (усі в кн. 1), М.Сумцова, С.Єфремова, О.Грушевського, А.Ніковського (усі в кн. 2/3), А.Лободи (кн. 4), В.Перетца (кн. 12) та ін. Вийшло 26 книг у 22 випусках (подвійні книги 2/3, 7/8, 13/14, 21/22), з яких тільки 6, 11, 17, 20, 24 та 26 складаються з праць Історичної секції ВУАН. Здвоєна книга 26/27 «ЗІФВ» (ред. А.Кримський) знищена 1929 через арешти науковців у справі «Спілки визволення України» (див. «Спілки визволення України» справа 1929—1930). За нумерацією знищеної книги замість неї видрукувано видння з працями «Історичної секції» (ред. М.Грушевський).